# Candy (Robbie Williams)
"Candy" is een single van de Britse popzanger Robbie Williams uit 2012. Het nummer werd op 10 september 2012 uitgebracht als download en was de voorloper van Williams negende studioalbum Take the crown. Het nummer is geschreven door Gary Barlow, Terje Olsen en Williams zelf en werd geproduceerd door Jacknife Lee. In het Verenigd Koninkrijk werd de single pas op 28 oktober 2012 uitgebracht en kwam direct op nummer 1 in de UK Singles Chart terecht. Het bleef twee weken de lijst aanvoeren en was Williams zevende solo-nummer-1-hit in deze lijst. In de Nederlandse Single Top 100 bereikte de single de nummer 1-positie nadat Williams de week er voor had opgetreden tijdens de eerste liveshow van het derde seizoen van The voice of Holland. De week dat zijn single naar de nummer 1-positie van de singlelijst steeg, zakte het album waarop de single staat van de nummer 1-positie van de Nederlandse Album Top 100 af. In de Nederlandse Top 40 is het zijn grootste hit.

## Hitnoteringen

### Nederlandse Top 40
| Hitnotering: 29-09-2012 t/m 16-03-2013 | Hitnotering: 29-09-2012 t/m 16-03-2013 | Hitnotering: 29-09-2012 t/m 16-03-2013 | Hitnotering: 29-09-2012 t/m 16-03-2013 | Hitnotering: 29-09-2012 t/m 16-03-2013 | Hitnotering: 29-09-2012 t/m 16-03-2013 | Hitnotering: 29-09-2012 t/m 16-03-2013 | Hitnotering: 29-09-2012 t/m 16-03-2013 | Hitnotering: 29-09-2012 t/m 16-03-2013 | Hitnotering: 29-09-2012 t/m 16-03-2013 | Hitnotering: 29-09-2012 t/m 16-03-2013 | Hitnotering: 29-09-2012 t/m 16-03-2013 | Hitnotering: 29-09-2012 t/m 16-03-2013 | Hitnotering: 29-09-2012 t/m 16-03-2013 | Hitnotering: 29-09-2012 t/m 16-03-2013 |
| Week:                                  | 1                                      | 2                                      | 3                                      | 4                                      | 5                                      | 6                                      | 7                                      | 8                                      | 9                                      | 10                                     | 11                                     | 12                                     | 13                                     |                                        |
| -------------------------------------- | -------------------------------------- | -------------------------------------- | -------------------------------------- | -------------------------------------- | -------------------------------------- | -------------------------------------- | -------------------------------------- | -------------------------------------- | -------------------------------------- | -------------------------------------- | -------------------------------------- | -------------------------------------- | -------------------------------------- | -------------------------------------- |
| Positie:                               | 16                                     | 11                                     | 8                                      | 9                                      | 9                                      | 11                                     | 10                                     | 3                                      | 3                                      | 5                                      | 6                                      | 4                                      | 5                                      |                                        |
| Week:                                  | 14                                     | 15                                     | 16                                     | 17                                     | 18                                     | 19                                     | 20                                     | 21                                     | 22                                     | 23                                     | 24                                     |                                        |                                        |                                        |
| Positie:                               | 5                                      | 6                                      | 8                                      | 12                                     | 13                                     | 14                                     | 17                                     | 17                                     | 21                                     | 29                                     | 34                                     | uit                                    |                                        |                                        |

### NederlandseSingle Top 100
| Hitnotering: 22-09-2012 t/m 30-03-2013 | Hitnotering: 22-09-2012 t/m 30-03-2013 | Hitnotering: 22-09-2012 t/m 30-03-2013 | Hitnotering: 22-09-2012 t/m 30-03-2013 | Hitnotering: 22-09-2012 t/m 30-03-2013 | Hitnotering: 22-09-2012 t/m 30-03-2013 | Hitnotering: 22-09-2012 t/m 30-03-2013 | Hitnotering: 22-09-2012 t/m 30-03-2013 | Hitnotering: 22-09-2012 t/m 30-03-2013 | Hitnotering: 22-09-2012 t/m 30-03-2013 | Hitnotering: 22-09-2012 t/m 30-03-2013 | Hitnotering: 22-09-2012 t/m 30-03-2013 | Hitnotering: 22-09-2012 t/m 30-03-2013 | Hitnotering: 22-09-2012 t/m 30-03-2013 | Hitnotering: 22-09-2012 t/m 30-03-2013 | Hitnotering: 22-09-2012 t/m 30-03-2013 |
| Week:                                  | 1                                      | 2                                      | 3                                      | 4                                      | 5                                      | 6                                      | 7                                      | 8                                      | 9                                      | 10                                     | 11                                     | 12                                     | 13                                     | 14                                     | 15                                     |
| -------------------------------------- | -------------------------------------- | -------------------------------------- | -------------------------------------- | -------------------------------------- | -------------------------------------- | -------------------------------------- | -------------------------------------- | -------------------------------------- | -------------------------------------- | -------------------------------------- | -------------------------------------- | -------------------------------------- | -------------------------------------- | -------------------------------------- | -------------------------------------- |
| Positie:                               | 27                                     | 19                                     | 14                                     | 14                                     | 13                                     | 13                                     | 15                                     | 6                                      | 1                                      | 7                                      | 9                                      | 10                                     | 16                                     | 20                                     | 20                                     |
| Week:                                  | 16                                     | 17                                     | 18                                     | 19                                     | 20                                     | 21                                     | 22                                     | 23                                     | 24                                     | 25                                     | 26                                     | 27                                     | 28                                     |                                        |                                        |
| Positie:                               | 16                                     | 22                                     | 19                                     | 28                                     | 24                                     | 26                                     | 40                                     | 49                                     | 55                                     | 50                                     | 57                                     | 66                                     | 76                                     | uit                                    |                                        |

### VlaamseUltratop 50
| Hitnotering: 13-10-2012 t/m 19-01-2013 | Hitnotering: 13-10-2012 t/m 19-01-2013 | Hitnotering: 13-10-2012 t/m 19-01-2013 | Hitnotering: 13-10-2012 t/m 19-01-2013 | Hitnotering: 13-10-2012 t/m 19-01-2013 | Hitnotering: 13-10-2012 t/m 19-01-2013 | Hitnotering: 13-10-2012 t/m 19-01-2013 | Hitnotering: 13-10-2012 t/m 19-01-2013 | Hitnotering: 13-10-2012 t/m 19-01-2013 | Hitnotering: 13-10-2012 t/m 19-01-2013 | Hitnotering: 13-10-2012 t/m 19-01-2013 | Hitnotering: 13-10-2012 t/m 19-01-2013 | Hitnotering: 13-10-2012 t/m 19-01-2013 | Hitnotering: 13-10-2012 t/m 19-01-2013 | Hitnotering: 13-10-2012 t/m 19-01-2013 | Hitnotering: 13-10-2012 t/m 19-01-2013 | Hitnotering: 13-10-2012 t/m 19-01-2013 |
| Week:                                  | 1                                      | 2                                      | 3                                      | 4                                      | 5                                      | 6                                      | 7                                      | 8                                      | 9                                      | 10                                     | 11                                     | 12                                     | 13                                     | 14                                     | 15                                     |                                        |
| -------------------------------------- | -------------------------------------- | -------------------------------------- | -------------------------------------- | -------------------------------------- | -------------------------------------- | -------------------------------------- | -------------------------------------- | -------------------------------------- | -------------------------------------- | -------------------------------------- | -------------------------------------- | -------------------------------------- | -------------------------------------- | -------------------------------------- | -------------------------------------- | -------------------------------------- |
| Positie:                               | 50                                     | 43                                     | 37                                     | 39                                     | 31                                     | 21                                     | 22                                     | 20                                     | 19                                     | 18                                     | 21                                     | 25                                     | 32                                     | 33                                     | 44                                     | uit                                    |

### VlaamseRadio 2 Top 30
| Hitnotering: 22-09-2012 t/m 26-01-2013 | Hitnotering: 22-09-2012 t/m 26-01-2013 | Hitnotering: 22-09-2012 t/m 26-01-2013 | Hitnotering: 22-09-2012 t/m 26-01-2013 | Hitnotering: 22-09-2012 t/m 26-01-2013 | Hitnotering: 22-09-2012 t/m 26-01-2013 | Hitnotering: 22-09-2012 t/m 26-01-2013 | Hitnotering: 22-09-2012 t/m 26-01-2013 | Hitnotering: 22-09-2012 t/m 26-01-2013 | Hitnotering: 22-09-2012 t/m 26-01-2013 | Hitnotering: 22-09-2012 t/m 26-01-2013 | Hitnotering: 22-09-2012 t/m 26-01-2013 | Hitnotering: 22-09-2012 t/m 26-01-2013 | Hitnotering: 22-09-2012 t/m 26-01-2013 | Hitnotering: 22-09-2012 t/m 26-01-2013 | Hitnotering: 22-09-2012 t/m 26-01-2013 | Hitnotering: 22-09-2012 t/m 26-01-2013 | Hitnotering: 22-09-2012 t/m 26-01-2013 | Hitnotering: 22-09-2012 t/m 26-01-2013 | Hitnotering: 22-09-2012 t/m 26-01-2013 | Hitnotering: 22-09-2012 t/m 26-01-2013 |
| Week:                                  | 1                                      | 2                                      | 3                                      | 4                                      | 5                                      | 6                                      | 7                                      | 8                                      | 9                                      | 10                                     | 11                                     | 12                                     | 13                                     | 14                                     | 15                                     | 16                                     | 17                                     | 18                                     | 19                                     |                                        |
| -------------------------------------- | -------------------------------------- | -------------------------------------- | -------------------------------------- | -------------------------------------- | -------------------------------------- | -------------------------------------- | -------------------------------------- | -------------------------------------- | -------------------------------------- | -------------------------------------- | -------------------------------------- | -------------------------------------- | -------------------------------------- | -------------------------------------- | -------------------------------------- | -------------------------------------- | -------------------------------------- | -------------------------------------- | -------------------------------------- | -------------------------------------- |
| Positie:                               | 28                                     | 25                                     | 24                                     | 21                                     | 19                                     | 18                                     | 14                                     | 10                                     | 5                                      | 5                                      | 5                                      | 5                                      | 8                                      | 14                                     | 14                                     | 19                                     | 21                                     | 25                                     | 30                                     | uit                                    |

### NPO Radio 2 Top 2000
| Nummer met noteringen in de NPO Radio 2 Top 2000 | '12 | '13 | '14  |
| ------------------------------------------------ | --- | --- | ---- |
| Candy                                            | 482 | 974 | 1741 |

1. ↑  Een vetgedrukt getal geeft de hoogste notering aan.
2. ↑  2012 was het eerste jaar met een notering voor dit nummer.
3. ↑  Deze tabel is bijgewerkt tot en met de laatste editie (2024).